# Israel Putnam
Pour les articles homonymes, voir Putnam.
Israel Putnam, né le 7 janvier 1718 et mort le 29 mai 1790, est un général américain de la guerre d'indépendance américaine. Il est surtout connu pour la bataille de Bunker Hill livrée en 1775 entre les armées révolutionnaires américaines et l'armée coloniale britannique. Bien qu'étant une défaite américaine, son courage et son esprit de corps traversèrent les frontières du Connecticut et redonnèrent du courage aux troupes américaines. Il était également un franc-maçon.
Son surnom « Old put » est une référence à son expérience en tant que soldat et à son nom de famille.

## Biographie

### Enfance

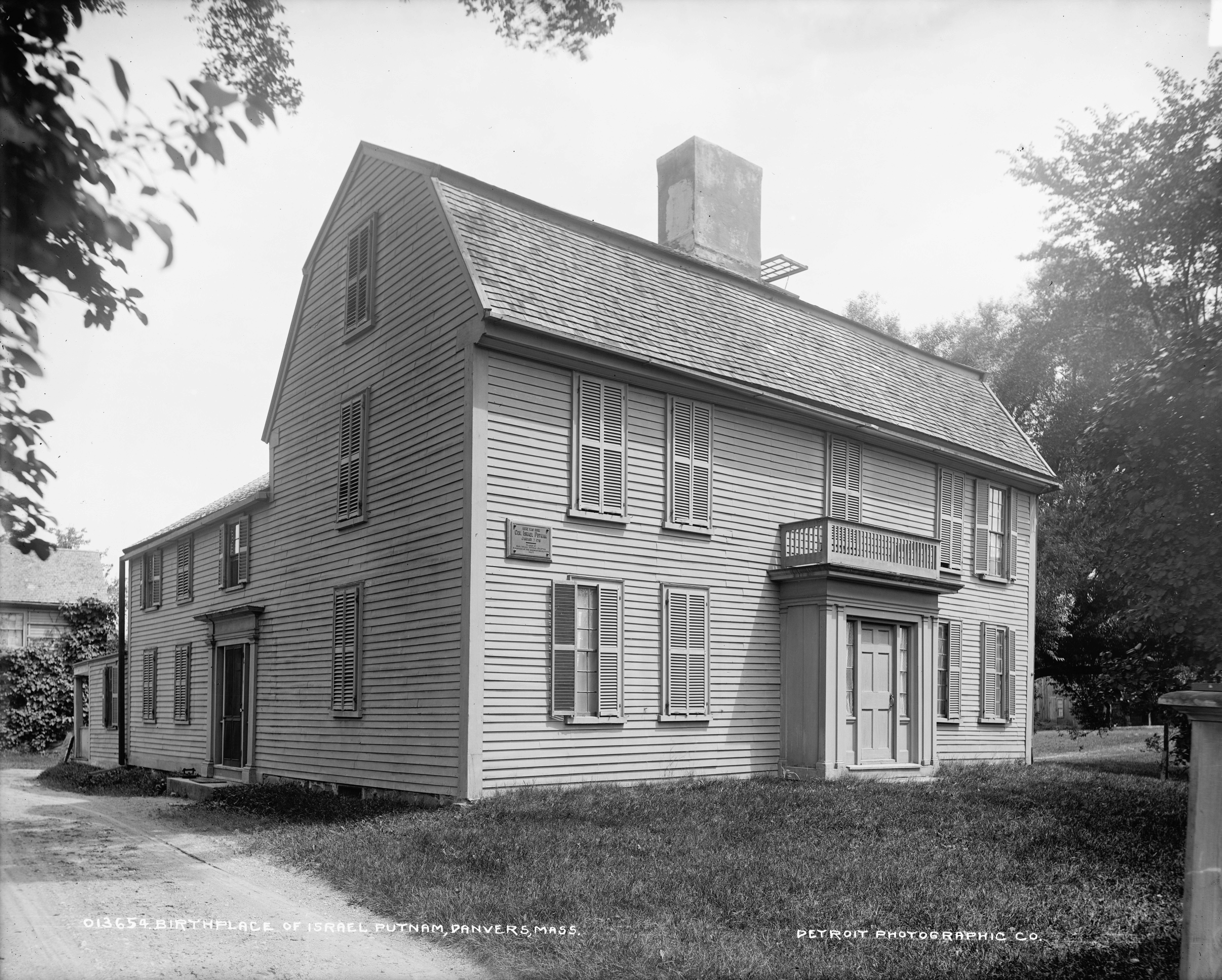
Lieu de naissance d'Israel Putnam à Danvers (Massachusetts).

Il naquit à Salem Village (aujourd'hui Danvers) le 7 janvier 1718. Ses parents, Joseph et Elizabeth Putnam étaient des fermiers sans histoire particulière. Aujourd'hui, cette place est appelée Putnam House et fait partie du registre historique national américain.
En 1740, âgé de 22 ans, il part vivre dans le Connecticut. Selon le folklore américain, il aurait tué le dernier loup du Connecticut.
Lorsque la guerre de Sept Ans éclate, il rejoint l'armée coloniale britannique et luttera contre les Français et les Amérindiens puis les Espagnols. Il est promu major en 1758 lorsque le cours de la guerre s'est inversé en faveur des Britanniques.

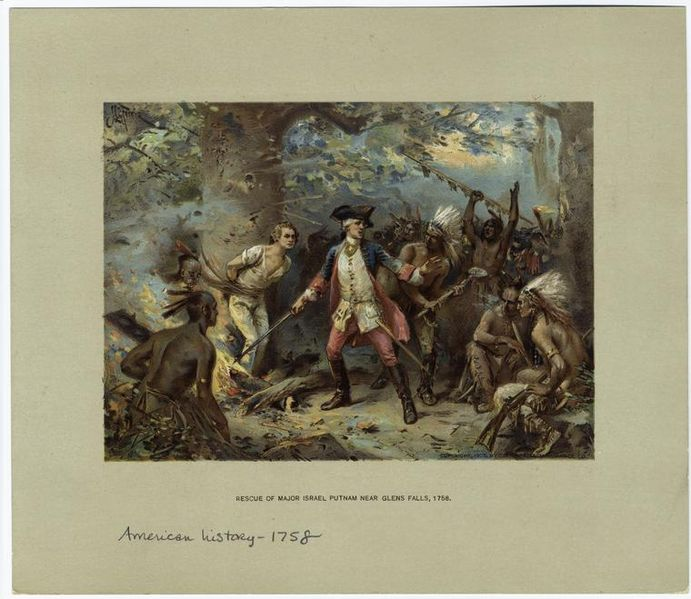
Putnam durant la guerre de la Conquête, 1758.

Après l'échec de l'invasion de La Havane en 1762, il retourne dans les Treize Colonies et doit s'occuper de mater des rébellions. Par la suite, il adhère aux thèses indépendantistes, à la suite de la montée des taxes dans l'Amérique du Nord britannique.

### Guerre d'indépendance américaine

#### Bataille de Bunker Hill
Il commande de manière brillante l'Armée continentale durant la bataille de Bunker Hill en 1775. Bien que le résultat se soldera par une défaite, les Britanniques ont perdu plus de 1 000 hommes durant l'assaut, c'est une victoire à la Pyrrhus.

#### Bataille de Long Island
Après Bunker Hill, il devient célèbre pour son courage et sa ténacité. Cependant, l'année suivante, en août 1776 alors qu'il avait reçu les louanges de George Washington, il est obligé de sonner la retraite de son armée durant la bataille de Long Island.

#### Conséquences
Washington ne blâme pas Putnam pour sa défaite, considérant qu'il servit de modèle à bon nombre d'Américains. Cependant, Washington radie Putnam du commandement militaire et le chargera d'actions de recrutement jusqu'à la fin de la guerre.
Il meurt en 1790.

## Postérité
De nombreuses places et statues portent le nom du général Putnam dans les treize premiers États historiques des États-Unis. De nombreux comtés américains se nomment comté de Putnam en l'honneur du général.
Israel Putnam apparait dans le jeu vidéo Assassin's Creed 3 édité par Ubisoft. Le personnage principal, Connor Kenway, est amené à l'aider lors d'une mission.